# Chris Heinrich
Christian Emanuel Heinrich (* 10. November 1977 in Quakertown, Bucks County, Pennsylvania) ist ein ehemaliger US-amerikanischer Basketballspieler mit deutscher Staatsbürgerschaft. Er spielte während seiner Laufbahn als Berufsbasketballer in Österreich, Polen, Ungarn, Deutschland, Italien und Spanien.

## Leben & Karriere
Der 113 kg schwere und 2,08 m große Heinrich, der aufgrund deutscher Wurzeln im Bad Laasphe, fränkischen Tauberbischofsheim Essen neben der US-amerikanischen auch die deutsche Staatsbürgerschaft besitzt, wurde zwischen 1997 und 2001 an der St. Louis University in den USA ausgebildet (1998 & 2000 Teilnahme am NCAA-Division-I-Basketball-Championship-Turnier), wo er in vier Jahren durchschnittlich zwischen vier und sieben Punkte pro Partie erzielte, ehe er vom österreichischen Erstligisten UBC St. Pölten, damals amtierender Meister der ABL, verpflichtet wurde und somit seine Profi-Karriere begann. Nach einer erfolgreichen Saison bei St. Pölten, für das Heinrich 16,8 Punkte und 7,5 Rebounds erreichte, wechselte der Vater einer Tochter, der zusammen mit seiner Frau ein Haus in Passau besitzt, zum polnischen Verein PTS Lider Pruszków, die er ebenfalls nach einem Jahr in Richtung Ungarn verließ, wo er für Kecskeméti KSE spielte. Dort brachte es Heinrich in 13 Partien auf durchschnittlich 10,3 Punkte und 6,1 Rebounds, wurde allerdings noch während der Spielzeit 2003/2004 zum deutschen Erstligisten TSK Würzburg transferiert und dort mit einem Ein-Jahres-Vertrag ausgestattet. Nach überzeugenden Leistungen verlängerte Heinrich, der sich während seiner Zeit in Würzburg zum Publikumsliebling entwickelte, seinen auslaufenden Kontrakt um ein weiteres Jahr. Anschließend war Heinrich für die Vereine Trenkwalder Reggio Emilia, Pepsi Caserta und Nuova Pallacanestro Pavia mehrere Jahre in Italiens zweiter Basketballliga aktiv, bis er zu Beginn der Saison 2009/10 ins unterfränkische Würzburg zurückkehrte, diesmal allerdings zum gerade aus der Regionalliga SüdOst in die 2. Bundesliga ProB aufgestiegenen Würzburg Baskets. Dort wurde Heinrich erst für vier Wochen als Aushilfe verpflichtet, unterschrieb anschließend aber dennoch einen bis zum Ende der Saison 2010/11 dotierten Vertrag.
2011 wurden Chris Heinrich und die übrigen Mitglieder der Basketball-Mannschaft der St. Louis University aus der Saison 1999/2000 in die Hall of Fame der Hochschule aufgenommen.
Nach dem Aufstieg mit Würzburg wechselte er in die Regionalliga zum Oldenburger TB. Mit den Niedersachsen feierte Heinrich den Aufstieg in die 2. Bundesliga Pro B. Dort konnte die junge Mannschaft die Klasse halten. Nach zwei Jahren in Oldenburg lief der Vertrag von Heinrich aus und er nahm ein Angebot der Crailsheim Merlins für die Saison 2013/2014 an.